# Vicariato Apostólico de Yurimaguas
O Vicariato Apostólico de Yurimaguas (em latim: Vicariatus Apostolicus Yurimaguaënsis) é um território eclesiástico da Igreja Latina ou vicariato apostólico da Igreja Católica localizado na sede episcopal de Yurimaguas no Peru.

## História
Em 27 de fevereiro de 1921 , o Papa Bento XV instituiu a Prefeitura Apostólica de San Gabriel de la Dolorosa del Marañón a partir do Vicariato Apostólico de San León del Amazonas. A prefeitura foi elevada a vicariato apostólico pelo Papa Pio XI em 3 de junho de 1936. Perdeu território em 1946, quando foi instituída a Prefeitura Apostólica de San Francisco Javier. O nome do vicariato foi mudado para Vicariato Apostólico de Yurimaguas em 10 de novembro de 1960.

## Bispos

### Ordinários
- Atanasio Celestino Jáuregui y Goiri, CP † (1921 – 30 de agosto de 1957)
- Gregório Elias Olazar Muruaga, CP † (31 de agosto de 1957 – 25 de março de 1972)
- Miguel Irízar Campos, CP † (25 de março de 1972 – 6 de agosto de 1989) nomeado bispo coadjutor de Callao
- José Luis Astigarraga Lizarralde, CP (26 de novembro de 1991 – 20 de janeiro de 2017)
- Jesús María Aristín Seco, CP (8 de julho de 2020 - presente)

### Vigário apostólico coadjutor
- Gregório Elias Olazar Muruaga, CP (1952-1957)